# Ixodina szunyoghyi
Ixodina szunyoghyi är en skalbaggsart som beskrevs av S. Endrödi 1971. Ixodina szunyoghyi ingår i släktet Ixodina och familjen bladhorningar. Utöver nominatformen finns också underarten I. s. occidentalis.